# Ostrogozjsk
Ostrogozjsk (russisk: Острогожск, tr. Ostrogozjsk) er en by i Voronezj oblast i Rusland. Den ligger ved floden Tikhaja Sosna (en sideflod til Don), omkring 90 km syd for Voronezj. Den har et indbyggertal på 32.944(2015).
Byen blev grundlagt i 1652 og fik byrettigheder i 1765.